# Scherwind

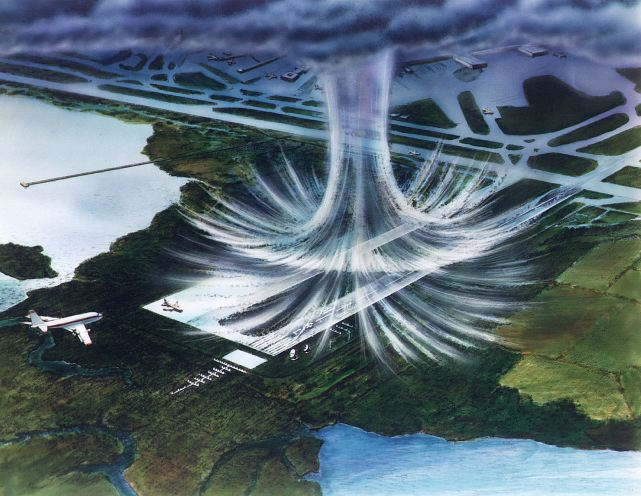
Microburst mit horizontal abgelenkten Scherwinden am Boden

Der Scherwind ist ein starker Wind, der in einem kleinen Gebiet auftritt, wobei in dessen unmittelbarer Umgebung nur schwache oder anders gerichtete Winde vorherrschen. Er ist somit das Ergebnis einer Windscherung. Da man Winde mit Hilfe von Vektoren (sogenannten Windvektoren) darstellen kann, lässt sich ein Scherwind als ein Vektor interpretieren, der die tatsächliche vertikale Windscherung angibt. Er ist der Differenzvektor zwischen dem oberen und unterem Wind. Starke Scherwinde können den Flug von Flugzeugen beeinflussen oder sogar gefährden.
Dringt in dieses Gebiet ein Flugzeug ein, so wird sich dessen Bewegung nur mit Verzögerung an die plötzlich veränderte Windrichtung und -stärke anpassen. Das heißt, je nach Windrichtung wirkt auf die Tragflächen zunächst ein zusätzlicher Auftrieb bzw. Auftriebsverlust durch zu- bzw. abnehmende Anströmung des Profils. Horizontale Scherwinde können an den Lücken von Hügelketten und großen Gebäudereihen entstehen sowie die Folge von einem Microburst (Fallwind, bzw. vertikale Windscherung) sein, der am Boden in eine horizontale Richtung (Outflow) umgelenkt wird.
Triebkraft sind große Luftdruckunterschiede, bei denen die Windbewegung als Ausgleich fungiert. In Bodennähe stellt dieses Wetterphänomen insbesondere bei der Landung von Flugzeugen eine potenzielle Gefahr dar. Im Dezember 1992 verunglückte eine McDonnell Douglas DC-10 auf dem Martinair-Flug 495 aufgrund von Scherwinden in Faro. Ein weiteres Beispiel ist der Lufthansa-Flug 2904. Der Airbus A320 wurde im September 1993 während der Landung in Warschau von Scherwinden erfasst und rollte daraufhin über das Ende der regennassen Landebahn hinaus. Im August 1985 wurde Delta-Air-Lines-Flug 191 von Scherwinden getroffen. Die Lockheed L-1011 TriStar wurde dadurch zu Boden gedrückt und bewegte sich über einen Highway, wobei sie einen Autofahrer tötete, bevor sie nahe dem Flughafen von Dallas explodierte. 134 Menschen starben, nur 29 überlebten. Dieser Flug hat eine intensive Forschung zur Früherkennung von Scherwinden ausgelöst. Sie können inzwischen teilweise durch bodengebundenes Dopplerradar oder LIDAR erkannt werden. An Bord können sie meist erst beim Einfliegen durch das Ground Proximity Warning System (Modus 7) erkannt werden.